# Strojnogłowik białopierśny
Strojnogłowik białopierśny (Arremon franciscanus) – gatunek małego ptaka z rodziny pasówek (Passerellidae). Opisany po raz pierwszy w 1997. Występuje endemicznie we wschodniej Brazylii. Bliski zagrożenia wyginięciem.

## Taksonomia
Po raz pierwszy gatunek opisał Marcos A. Raposo w 1997 na łamach „Ararajuba”. Holotyp pochodził z Mocambinho w gminie Janaúba, na prawym brzegu rzeki São Francisco (Brazylia). Był to dorosły samiec, odłowiony 16 grudnia 1995. Autor nadał nowemu gatunkowi nazwę Arremon franciscanus, akceptowaną obecnie (2021) przez Międzynarodowy Komitet Ornitologiczny. Strojnogłowik białopierśny jest gatunkiem monotypowym. Autor 1. opisu przypuszcza, że strojnogłowiki: białopierśny i półobrożny (A. semitorquatus) to gatunki siostrzane.

## Morfologia
Długość ciała wynosi około 15 cm, masa ciała 21–25 g. W upierzeniu przeważają kolory oliwkowy, czarny i biały. Głowa czarna, środek ciemienia szary; wyróżnia się długa, biała brew. Broda czarna, górna część szyi szarawa. Pozostała część wierzchu ciała, skrzydła i ogon oliwkowe, zgięcie skrzydła jaśniejsze. Spód biała biały z szarawym nalotem po bokach brzucha. Po bokach piersi występują dwie czarne plamy. Dziób żółtawy, wyróżnia się czarna górna krawędź. Wymiary dla kolejno 4, 3 i 4 osobników: długość skrzydła 68,7–74 mm, długość dzioba 14–14,6 mm, długość ogona 60–65 mm.

## Zasięg występowania, ekologia i zachowanie
Strojnogłowiki białopierśne występują we wschodniej Brazylii w południowej Bahii (według BirdLife International – centralnej) i północnej Minas Gerais. Zamieszkują gęste, kserofityczne zarośla w caatindze. Najprawdopodobniej pasówki te żerują na ziemi. Brak informacji o pożywieniu i rozrodzie. Ich zawołanie to wysoki syk, podobny do zawołania innych przedstawicieli gatunku. Odkrywca strojnogłowika białopierśnego odnotował dwa rodzaje pieśni.

## Status
IUCN uznaje strojnogłowika białopierśnego za gatunek bliski zagrożenia wyginięciem (NT, Near Threatened) nieprzerwanie od 2000 roku (stan w 2021). Liczebność populacji wstępnie ocenia się na 10–20 tysięcy dorosłych osobników. Trend liczebności populacji uznawany jest za spadkowy. Zagrożeniem dla tych ptaków jest niszczenie caatingi na rzecz rozwoju rolnictwa, pastwisk dla bydła i poprzez pożary.